# Свадьба соек (фильм)
«Сва́дьба со́ек» (груз. ჩხიკვთა ქორწილი) — советский музыкальный телевизионный фильм-сказка Евгения Гинзбурга, экранизация мюзикла Александра Басилая по мотивам произведений Важи-Пшавелы, в том числе одноимённого рассказа.

## Сюжет
Парень-сойка Захария и девушка-сойка Кетеван любят друг друга, но отец Кетеван противится их браку. Друзья и подруги влюблённых обращаются к Орлу, царю птиц, который даёт разрешение на свадьбу. Все счастливы и озабочены подготовкой и поисками свата. Филин отказывается, ссылаясь на то, что днём он ничего не видит. Свои услуги свата предлагает пройдоха-ворон, однако он же в итоге и расстраивает свадьбу, намекая жениху на неверность невесты.
Только благодаря вмешательству Орла всё в итоге встаёт на свои места: он понимает, что «Ворон сделал чёрное дело» и всех обманул. Отца Кетеван уговаривают не препятствовать счастью дочери, и все веселятся на свадьбе, устраивая конкурс песен про птиц. Ворон пытается украсть невесту со свадьбы, но его быстро проучают, и в заключение он поёт песню о своём одиночестве.

## Съёмки
Фильм снимался на очень скромный бюджет, выделенный творческим объединением «Экран», и когда деньги быстро закончились, то финансирование продолжалось из личных средств Александра Басилая. В один из последних дней съёмок, когда денег больше не было, требовалось снять ключевой эпизод с прыжком артиста с шестиметровой высоты. Каскадёр-конник потребовал за выполнение этого трюка 75 рублей, у Гинзбурга нашлось лишь 50. Тогда режиссёр сам выполнил этот прыжок (он вошёл в фильм), после чего сломал обе ноги. Во время съёмок также произошёл случай с исчезновением вертолёта, привёзшего артистов в горы «на натуру», в результате чего съёмочная группа два часа провела по пояс в снегу на вершине Кавказского хребта.
В фильме использованы кадры из одноимённого мультипликационного фильма 1957 года

## В ролях
- Манана Тодадзе — Сойка-невеста
- Теймураз Рцхиладзе — Сойка-жених
- Джемал Багашвили — Сойка-отец
- Лили Згваури — Сорока-подруга
- Нугзар Квашали — Сова
- Луиза Кобаладзе — Сорока-подруга
- Гоча Лория — Ворон
- Вахтанг Татишвили — Мышонок
- Геннадий Хазанов — Ведущий (птица-рассказчица)
- Теймураз Циклаури — Орёл
- Роман Рцхиладзе — Дятел
- Анри Басилая

## Творческая группа
- Режиссёр — Евгений Гинзбург
- Авторы сценария — Джемал Багашвили, Автандил Геловани
- Композитор — Александр Басилая
- Тексты песен — Михаил Танич[3]
- Музыкальное сопровождение — ансамбль «Иверия»[3]
- Художник — Татьяна Морковкина
- Звукорежиссёры — С. Мамедов, В. Виноградов[источник не указан 4104 дня]

## Награды
- 1988 год: Приз «Золотой Орфей» (За лучший музыкальный фильм)[4]

## Постановка 2003 года
В 2003 году Гинзбург совместно с Леонидом Костюком поставили новую версию мюзикла в Большом Московском цирке.